# Брегенц
Брѐгенц (на немски: Bregenz) е град в Западна Австрия, административен център на федерална провинция Форарлберг и на едноименния окръг Брегенц. Разположен е на южния бряг на Боденското езеро. Население 27 319 жители към 1 април 2009 г.

## Личности
Родени
- Зигфрид Руп (р. 1931), австрийски киноартист

## Побратимени градове
- Акра, Израел
- Бангор, Северна Ирландия